# Rosse marmermierklauwier
De rosse marmermierklauwier (Frederickena fulva) is een zangvogel uit de familie Thamnophilidae (miervogels).

## Verspreiding en leefgebied
Deze soort komt voor in zuidelijk-centraal Colombia, oostelijk Ecuador en noordoostelijk Peru ten noorden van de Amazonerivier en de Marañónrivier. (?)

## Status
De rosse marmermierklauwier komt niet als aparte soort voor op de lijst van het IUCN, maar is daar een ondersoort van de marmermierklauwier (F. unduliger fulva).